# Cindy Marina
Cindy Marina (ur. 18 lipca 1998 w Chicago) – albańska modelka oraz siatkarka, grająca na pozycji rozgrywającej, reprezentantka kraju.
Urodziła się w USA jako córka albańskich emigrantów, Ardiana i Kristiny, pochodzących ze Szkodry. Ma dwóch braci. Od 2021 jest prezenterką meczów piłki nożnej Serie A transmitowanych w Albanii i Kosowie.

## Kariera modelki
Karierę modelki rozpoczęła w wieku 14 lat. W 2019 zwyciężyła w konkursie piękności Miss Universe Albania. Reprezentowała Albanię podczas konkursu Miss Universe 2019 w Atlancie, zajmując miejsce w pierwszej dwudziestce.

## Kariera siatkarska
W reprezentacji Albanii zadebiutowała w wieku 17 lat. W 2018 wywalczyła brązowy medal srebrnej Ligi Europejskiej podczas turnieju rozgrywanego w szwedzkim Nyköping. W latach 2016–2020 uczestniczyła w rozgrywkach amerykańskiej ligi uniwersyteckiej w drużynach Duke University oraz USC Trojans. W sezonie 2022/2023 grała w albańskim zespole SK Tirana.

## Sukcesy
Liga Europejska - srebrna liga:
- 2018[10]